# شرکت معدن و متالورژی اورال
شرکت معدن و متالورژی اورال (روسی: Открытое акционерное общество «Уральская горно-металлургическая компания») شرکت استخراج معدن و فلزات روسی است، که در سال ۱۹۹۹ تأسیس شد.